# Tonea (okręg Călărași)
Tonea – wieś w Rumunii, w okręgu Călărași, w gminie Modelu. W 2011 roku liczyła 2188 mieszkańców.